# Franz Anton Hoffmeister
Franz Anton Hoffmeister (Rottenburg am Neckar, 12 maggio 1754 – Vienna, 9 febbraio 1812) è stato un compositore e editore musicale tedesco.

## Biografia
Si trasferì a Vienna nel 1768 per studiare diritto ma passò rapidamente allo studio della musica. Fu allievo del compositore Johann Georg Albrechtsberger, futuro insegnante di Ludwig van Beethoven. Hoffmeister pubblicò le sue prime sinfonie nel 1778 quando venne nominato maestro di cappella del conte ungherese Franz von Szécsényi.
Tornato a Vienna, dal 1784 si dedicò all'edizione delle sue opere oltre che a quelle di compositori come Haydn, Mozart, Beethoven, Clementi, Albrechtsberger, Dittersdorf e Vanhal.
Hoffmeister fu amico di Mozart che gli dedicò il suo quartetto per archi KV 499, e di Beethoven che lo chiamava "mio caro fratello".
Alcune sue opere vennero eseguite da Johann Peter Salomon, famoso concertista e impresario musicale, agli inizi degli anni 1790.

## Opere principali

### Sinfonie
Delle sue 66 sinfonie, ve ne sono tre (disponibili su disco, eseguite dai London Mozart Players)
- Sinfonia in mi maggiore (1778)
- Sinfonia in re maggiore (1778)
- Sinfonia in sol maggiore "La Festa della Pace" (1791)

### Concerti
60 concerti fra i quali :
- 25 per flauto
- 3 per contrabbasso
- Concerto per 2 clarinetti e orchestra in Mi bemolle maggiore
- Concerto per viola e orchestra in re maggiore
- Concerto per viola e orchestra in si bemolle maggiore

### Opere
Ne compose otto, non più interpretate ai nostri giorni.

### Musica da camera
- 50 quartetti per archi, fra cui il quartetto op. 11 (1784)
- Quintetto per corno e archi in Mi bemolle maggiore

### Musica per strumento solo
- 12 studi per viola (1803, Leipzig Bureau de Musique)
- 6 Capricci per violino solo
- 12 Variazioni in do maggiore per clavicembalo
- 11 Sonate per clavicembalo
- 24 Danze tedesche per pianoforte

## Discografia
- Mozart, Hoffmeister - Arthur Grumiaux, Arrigo Pelliccia – Duo per violino e viola - Philips[1]
- Franz Anton Hoffmeister, Wilhelm Neuhaus, Hans-Jurgen Mohring, Cologne Chamber Orchestra, Helmut Muller-Bruhl – Concerto per pianoforte in Re maggiore, Op. 24 / Concerto per flauto in Re maggiore - Musical Heritage Society[2]
- Hoffmeister | Stamitz | Benda - Maxence Larrieu, Hans Stadlmair, Munich Chamber Orchestra – I Concerti di Hoffmeister, Stamitz, Benda - Barclay[3]
- Theodor von Schacht, Franz Anton Hoffmeister, Dieter Klöcker – Concerti per clarinetto - Acanta[4]
- Sergei Nakariakov - Haydn, Hoffmeister, Mendelssohn – Concerti per tromba - Teldec[5]
- Hoffmeister, Lebrun, Fiala Und Koželuh – Albrecht Mayer, Kammerakademie Potsdam – Deutsche Grammophon[6]
- Franz Anton Hoffmeister: 12 studi per viola - Marco Misciagna, viola - MM18[7]